# Aaron Dodd
Aaron Dodd (* 12. Februar 1948 in Chicago, Illinois; † 16. oder 17. Juni 2010 in Evanston (Illinois)) war ein US-amerikanischer Jazz-Tubist.

## Leben und Karriere
Aaron Dodd, geboren 1948 in Chicago, arbeitete seit den 70ern in Chicagos Jazz- und Popszene (u. a. mit Malachi Thompson und Phil Cohran) und wurde durch seine Mitwirkung an dem Album Awakening der Jazzfunk-Formation The Pharaohs bekannt, aus der später Earth, Wind & Fire hervorging. Er gehörte zu den Gründungsmitgliedern von Edward Wilkersons Band 8 Bold Souls und wirkte an deren beiden ersten Alben 8 Bold Souls (1987) und Sideshow (1994) mit. Dodd arbeitete außerdem im Bereich der klassischen Musik und trat lange Jahre als Straßenmusiker auf der Michigan Avenue auf. In seinen letzten Jahren war er krankheitsbedingt auf einen Rollstuhl angewiesen. 
Er starb am 17. Juni im Saint Francis Hospital in Evanston, wo zu dieser Zeit auch der todkranke Fred Anderson auf der Intensivstation im Koma lag. Auf seinem Grabstein ist der 16. Juni angegeben.